# ماهی خشک

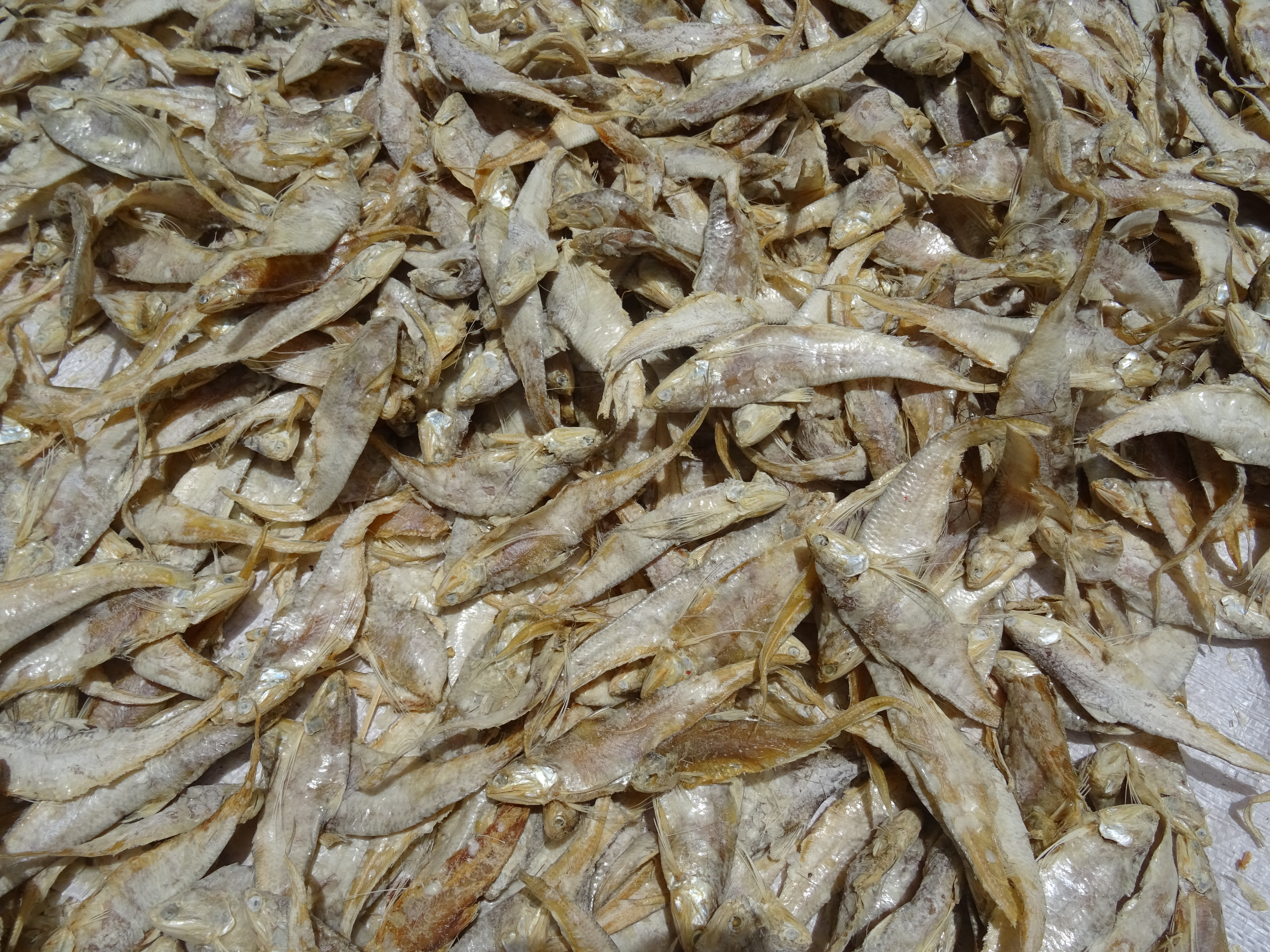
ماهی خشک در ماندالیا

ماهی تازه مدت زمان نگهداری کمی دارد و اگر در فریزر نباشد به سرعت فاسد میشود. یکی از روش های نگهداری طولانی مدت ماهی خشک کردن آن است.
ماهی خشک با استفاده از فناوری روز، از خشک کردن انواع ماهی‌های ریز از جمله ماهی متو، کیلکا و ساردین تولید می‌شود.
این ماهی‌ها به دلیل ریز بودن و ارزش غذایی فراوانی که دارند قابلیت صید و خشک شدن آن‌ها آسان است. ماهی‌های ریز اغلب در دریاهای کم عمق زیست می‌کنند و در فصول پاییز و بهار توسط صیادان صید می‌شوند.
از آنجایی که ۷۵ ال ۸۵ درصد بدن ماهی آب است برای خشک کردن، آن را ۷ الی ۱۰ روز در زیر نور مستقیم خورشید قرار می‌دهند. در ایران در مناطق جنوبی به دلیل آب و هوای گرم و خشک در شهرهای بندر لنگه، جاسک، قشم و … مقاصد صید ماهی‌های ریز هستند.

## انواع روش‌های خشک کردن ماهی
سه روش کلی برای خشک کردن ماهی وجود دارد:
- خشک کردن زمینی
- خشک کردن هوایی
- خشک کردن مصنوعی

### خشک کردن زمینی
در این روش ماهی‌ها را روی توری در سطح زمین بادقت پهن می کنند تا علاوه بر نور مستقیم آفتاب از گرمای زمین هم برای خشک شدن بهره‌مند شود. نکته مهم در این روش این است که پس از خشک شدن عملیات برداشت باید به صورت دقیق انجام شود که به ماهی های خشک‌، خاک و شن چسبیده نشده باشد.

### خشک کردن هوایی
در خشک کردن ماهی به روش هوایی پس از صید و تمیز کردن ماهی برای ازبین بردن آب ماهی یا همان تبخیر آب و رطوبت میان بافت‌های ماهی آن را در توری با فاصلهٔ حداقل نیم متر از سطح زمین قرار می‌دهند که در این روش علاوه بر نور خورشید از طریق نیروی باد نیز برای خشک شدن بهره‌مند شود.

### خشک کردن مصنوعی
در روش مصنوعی خشک کردن ماهی با استفاده از دستگاه‌های خشک‌کن در کارخانه‌جات صنعتی و در دمای ۲۵ درجه سانتی گراد می‌توان اقدام به خشک کردن ماهی نمود.

## کاربردهای ماهی خشک
- استفاده در صنعت پرورش طیور
- استفاده در صنعت دامداری
- تهیه کود کشاورزی
- مواد اولیهٔ آرایشی بهداشتی
- تهیهٔ پودر ماهی برای صنایع غذایی
- تولید خوراک دام و طیور
- تهیهٔ روغن ماهی[۴]

## نگارخانه

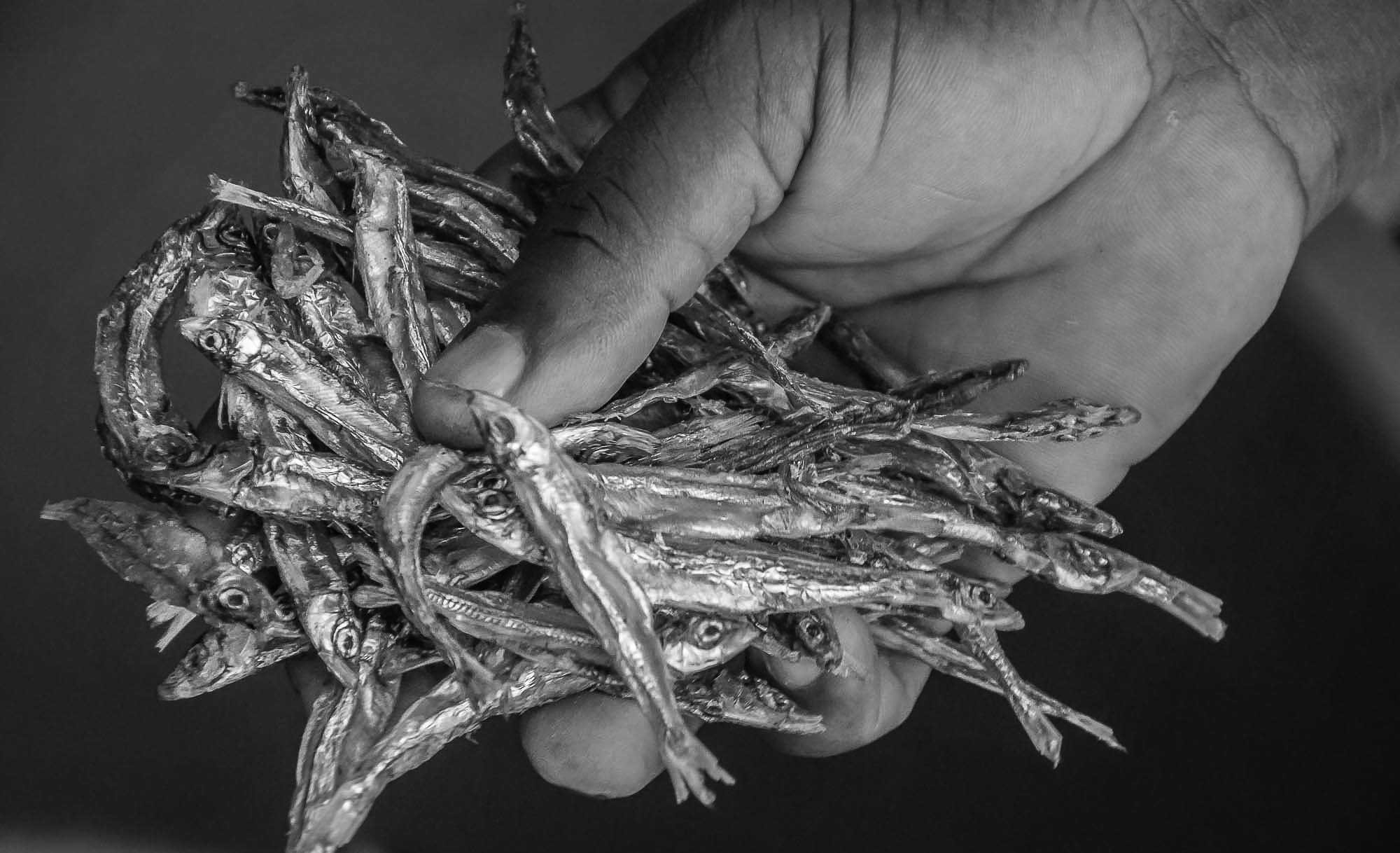
ماهی خشک ساردین
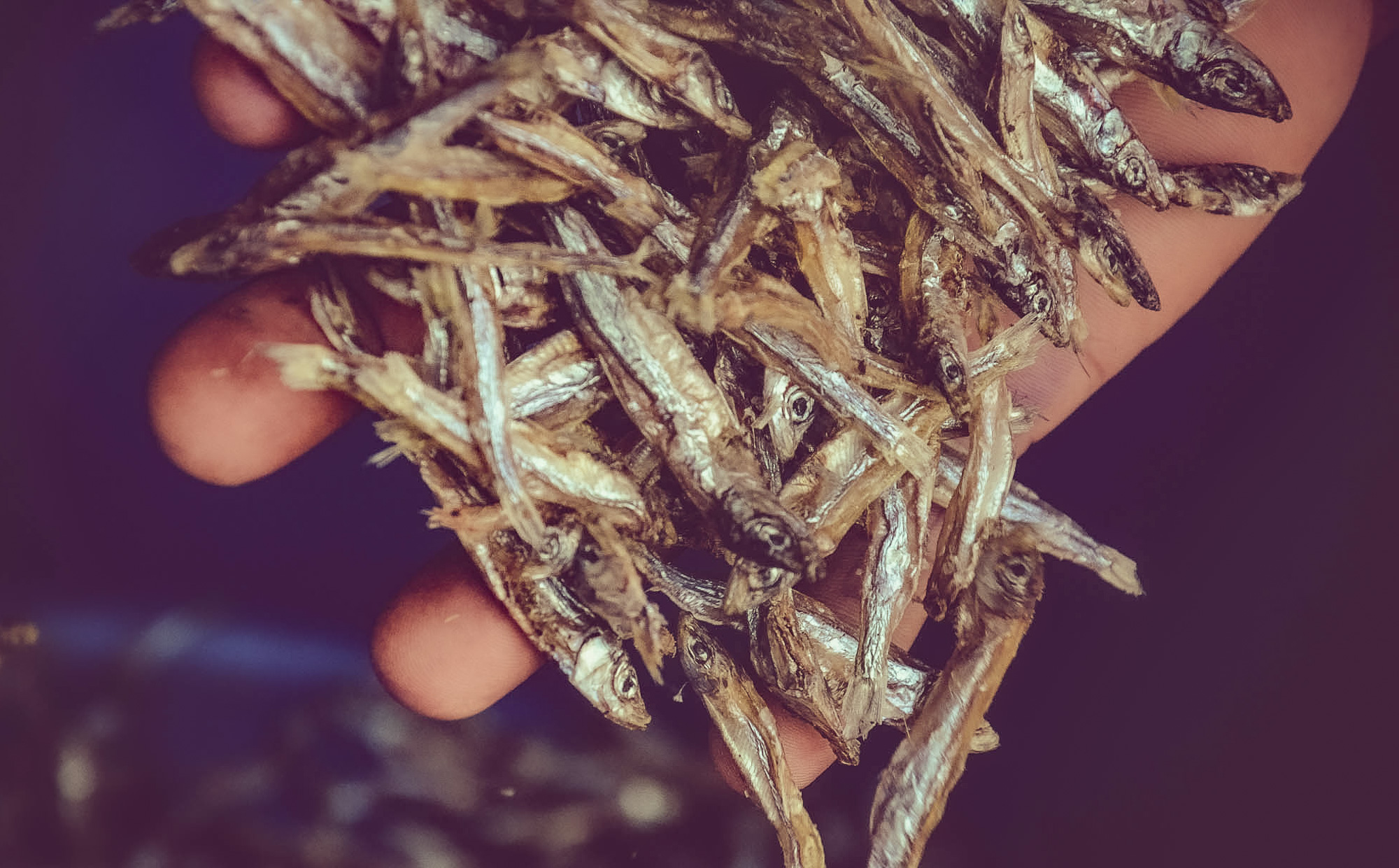
ماهی خشک ساردین ریز در بازار
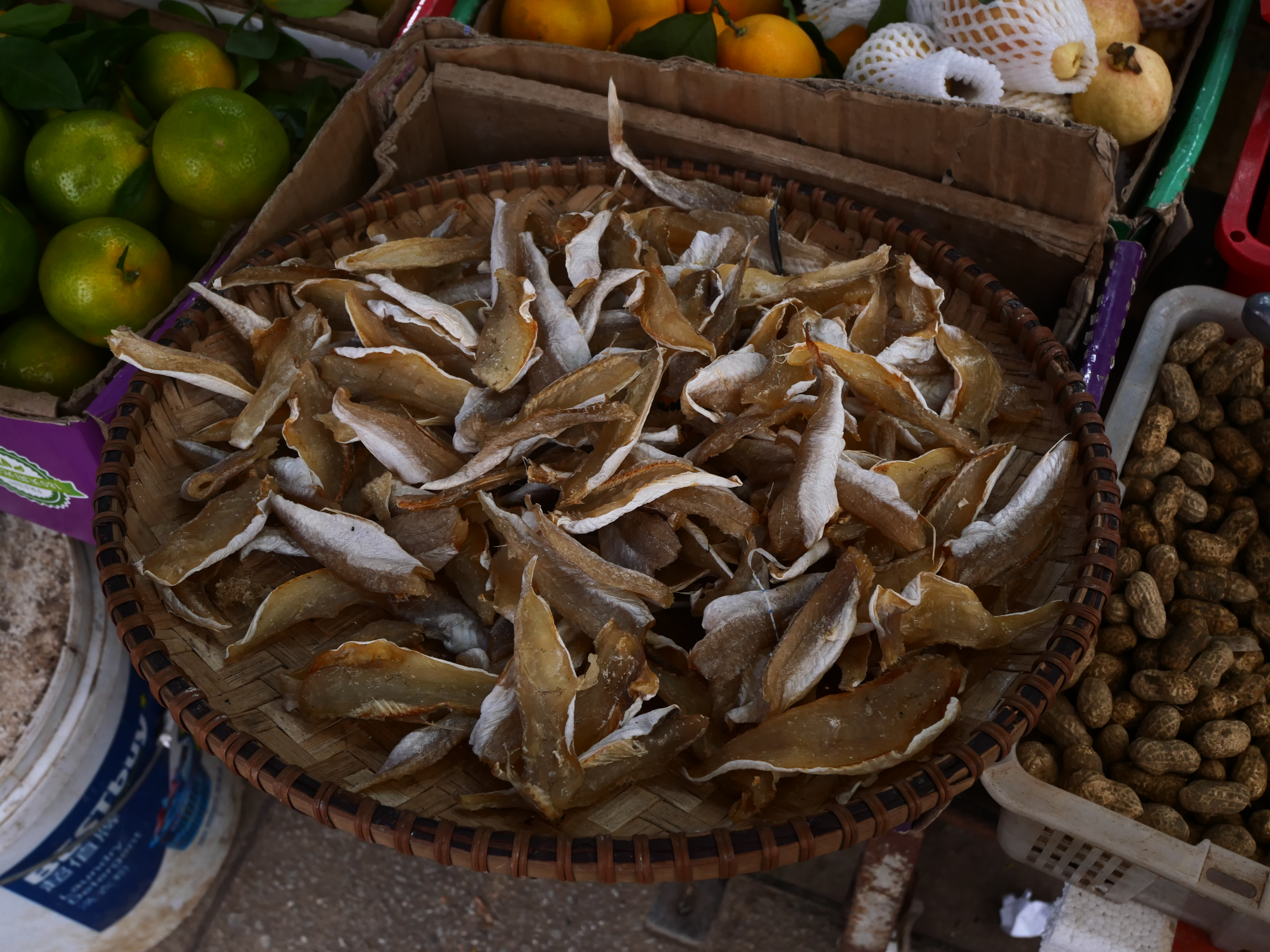
ماهی خشک در بازار‌های محلی در آسیای شرقی